# Kerstin Lennerthson
Kerstin Maria Lennerthson, ursprungligen Apell, född 8 juni 1936 i Eskilstuna Fors församling, död 8 augusti 2015 i Brännkyrka församling, var en svensk översättare från engelska och franska.
Lennerthson har bland annat översätt många av Enid Blytons ungdomsromansvit Fem-böckerna, i en nyöversättning utgiven på Rabén & Sjögren under 1970-talet. Syftet bakom nyöversättningen var att få bort vad Lennerthson såg som en diskriminerande syn på romer i originalet, liksom att försvenska många typiskt engelska matvanor. Moderniseringen fick delvis kritik för att ha gått för långt, samtidigt som den har försvarats med att det var det Lennerthson anlitades av Rabén & Sjögren för att göra.
Lennerthson var även delvis verksam som översättare vid SVT. Hon har även översatt Babar till svenska.